# Stunt GP
Stunt GP – komputerowa gra wyścigowa stworzona przez Team17 na platformy Microsoft Windows, PlayStation 2 i Dreamcast. Są to wyścigi małych, sterowanych radiem samochodów. Można nimi skakać, jeździć po rampach, spiralach i innych atrakcjach znajdujących się na przygotowanych specjalnie w tym celu torach.

## Rozgrywka
W Stunt GP gracz kieruje małymi samochodami sterowanymi radiowo. Dzielą się one na cztery kategorie. Dzikie Resory to samochody terenowe z napędem 4x4, przeznaczone do jazdy na trasach z piaszczystym podłożem. Są masywne i zużywają więcej baterii niż auta z pozostałych kategorii. Pionierzy Przestworzy to pojazdy stanowiące kompromis pod względem proporcji szybkości, mocy i sterowności. Są wszechstronne, przy czym zorientowane na ewolucje, do których mają wystarczającą moc. Demony Szybkości stanowią najszybsze samochody, lecz w prowadzeniu są trudniejsze. Ostatnia kategoria – Specjalności Teamu – zawiera cztery specjalne pojazdy, różniące się znacząco wyglądem i parametrami od tych w zwykłych kategoriach. Są to: Widelec – wózek widłowy, Autoworm, czyli mały samochodzik typu gokart, z kierowcą-robakiem (nawiązanie do gry Worms), Formuła 17 – bardzo szybki bolid wyścigowy oraz Team – najlepszy samochód w grze. Z wyglądu to samochód wyścigowy typu NASCAR. W grze część samochodów jest dostępna od razu. Resztę należy odblokować, osiągając dobre wyniki w poszczególnych trybach.
W grze można wykonywać ewolucje. Należą do nich przewroty, obroty w powietrzu, przejazdy przez pętle, ślizgi oraz korytarze powietrzne. Są też specjalne ewolucje takie jak tarka (ocieranie samochodem o bandę), śruba, patelnia, stójka, strzała, meteor. Każdy wyczyn jest odpowiednio punktowany. Wykonywanie ewolucji zwiększa poziom baterii samochodu.
Dostępnych jest pięć trybów gry. W największym z nich pod tytułem Mistrzostwa gracz rozgrywa pełny sezon wyścigów Stunt GP, odbywających się na 21 trasach. W Arcade gracz ściga się z komputerowymi samochodami, przy czym w każdym kolejnym wyścigu zwiększa się poziom trudności. W trybie Zawody kaskaderskie gracz ma 90 sekund (w trybie mistrzostw 30 sekund) na skoki i ewolucje na specjalnej arenie kaskaderskiej. Dostępne są także tryby Wyścig (pojedynczy wyścig z możliwością wyboru trasy oraz samochodu) oraz Próba czasowa (polegająca na zaliczeniu trasy w jak najkrótszym czasie). Trasy są umiejscowione w Hiszpanii, Niemczech, Anglii, Japonii, USA, Francji oraz we Włoszech. Więcej tras można odblokować w trybie Arcade.